# Willi H. Hager

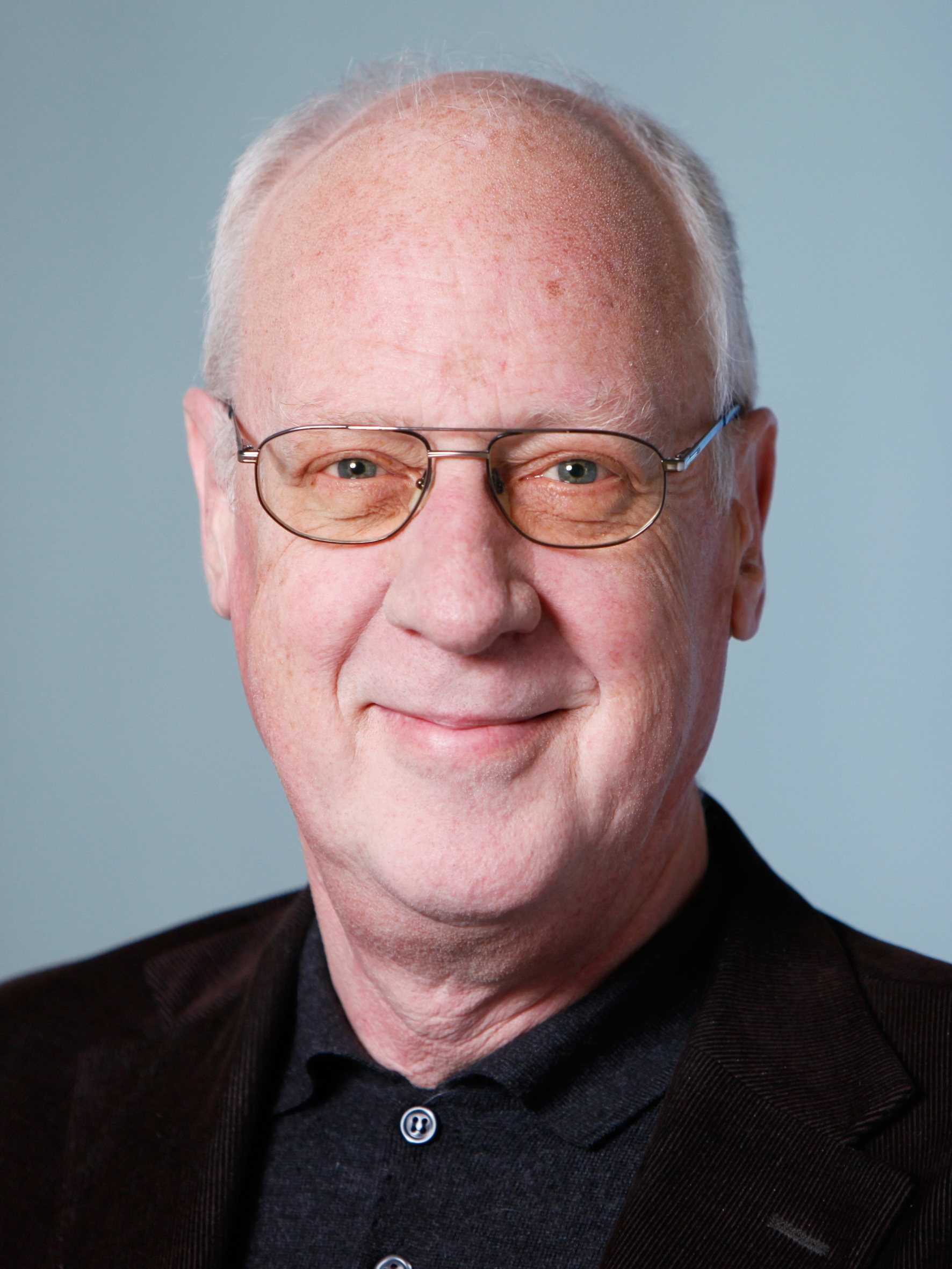
Willi H. Hager (2011)

Willi Hermann Hager (* 8. Juli 1951 in Uznach) war von 1998 bis 2016 Titularprofessor an der ETH Zürich. Der Schwerpunkt seiner Leistungen in Forschung und Lehre lagen auf dem Gebiet der Hydraulik und der Geschichte des Wasserbaus.

## Leben und Wirken
Hager studierte an der ETH Zürich Bauingenieurwesen, das er 1976 mit Diplom abgeschlossen hat. Nach sieben Jahren im Sektor Abwassertechnik der Versuchsanstalt für Wasserbau, Hydrologie und Glaziologie der ETH Zürich (VAW) der ETH promovierte er und wechselte 1983 als wissenschaftlicher Mitarbeiter an den Chaire de Constructions Hydrauliques (Labor für Wasserbau) der ETH Lausanne, dem er bis 1988 treu blieb. Ein Jahr später kehrte er an seine Alma Mater in Zürich zurück, wo er als wissenschaftlicher Adjunkt für die Leitung des wissenschaftlichen Stabes der VAW verantwortlich zeichnete. 1998 schließlich zum Professor berufen, wurde er zeitgleich Direktionsmitglied dieses Instituts und damit Nachfolger von Daniel L. Vischer, der auch sein Doktorvater war.
Die Forschungsschwerpunkte Hagers lagen auf dem Gebiet der Hydraulik, wie etwa der Wasser-Sedimentströmungen im Flussbau bei Deichbrüchen, Schussrinnen und Kolkprozessen. Auch trug er zur Weiterentwicklung der  Abwasserhydraulik und zur Historiographie des Wasserbaus wesentlich bei. Vom Schweizerischen Nationalfonds großzügig gefördert, konnte Hager seine Forschungen finanzieren; er publizierte zahlreiche Bücher und Aufsätze in englisch- und deutschsprachigen Fachzeitschriften.
Geehrt wurde Hager 1986 mit dem VSA-Preis zur Entwicklung des mobilen Venturikanals, 1988 mit dem Stevens Award, 1994 Best Practice Paper und der Best Technical Note Award der American Society of Civil Engineers (ASCE), 1997 wurde Hager der Ippen Award von der International Association for Hydraulic Research für sein Gesamtwerk verliehen und 2013 zum Ehren-Mitglied der Internationalen Vereinigung für Wasserumwelttechnik und -forschung (IAHR) ernannt.

## Werke
- Abwasserhydraulik: Theorie und Praxis. Springer, Berlin 1994, ISBN 3-540-55347-9.
- Mit D. L. Vischer: Energy dissipators. Balkema, Rotterdam 1995, ISBN 90-5410-198-9.
- Mit D. L. Vischer: Dam hydraulics. Wiley, Chichester 1998, ISBN 0-471-97289-4.
- Wastewater hydraulics: theory and practice. 2. Auflage. Springer, Berlin 2010, ISBN 978-3-642-42350-5.
- Hydraulicians in Europe 1800–2000: a biographical dictionary of leaders in hydraulic engineering and fluid mechanics. Taylor & Francis, London 2014, ISBN 978-1-4665-5498-6.
- Hydraulicians in the USA 1800–2000: a biographical dictionary of leaders in hydraulic engineering and fluid mechanics. Taylor & Francis Group, London 2015, ISBN 978-1-138-02828-9.

## Nachweise
1. ↑  Versuchsanstalt für Wasserbau, Hydrologie und Glaziologie. ETH Zürich, abgerufen am 8. April 2020.
2. ↑  Platform of Hydraulic Constructions LCH. ETH Lausanne, abgerufen am 8. April 2020.
3. ↑  Karl-Eugen Kurrer: Report on the State of Construction History in Austria, Germany and Switzerland. In: Construction History. Research Perspectives in Europe, ed. by Antonio Becchi, Massimo Corradi, Federico Foce and Orietta Pedemonte, pp. 61–112 (hier p. 104), Florence: Kim Williams Books 2004, ISBN 88-88479-11-2
4. ↑  VSA-Preis. VSA, abgerufen am 8. April 2020.
5. ↑  Founding Statement. International Association for Hydro-Environment Engineering and Research, abgerufen am 8. April 2020.
6. ↑  Hager, Willi Hermann, Prof. ETH Zürich, abgerufen am 8. April 2020.

| Personendaten    | Personendaten                                     |
| ---------------- | ------------------------------------------------- |
| NAME             | Hager, Willi H.                                   |
| ALTERNATIVNAMEN  | Hager, Willi Hermann                              |
| KURZBESCHREIBUNG | Schweizer Wasserbauingenieur und Lehrstuhlinhaber |
| GEBURTSDATUM     | 8. Juli 1951                                      |
| GEBURTSORT       | Uznach                                            |